# 曼努埃爾·埃斯特拉達·卡夫雷拉
曼努埃尔·何塞·埃斯特拉达·卡夫雷拉（西班牙語：Manuel José Estrada Cabrera；1857年11月21日—1924年9月24日），危地马拉政治人物，早年担任律师，后于1898年就任该国总统，在任期间对内实施独裁统治，打压政敌，建立个人崇拜，并给予美国联合果品公司诸多特权，并透过控制选举在1904年、1910年、1916年连选连任，1920年因民众反抗下台，随即因贪腐入狱，直到1924年逝世。

## 早年生涯
曼努埃尔·埃斯特拉达·卡夫雷拉于1857年出生于危地马拉克萨尔特南戈，其父为佩德罗·埃斯特拉达·门松（Pedro Estrada Monzón），曾为圣弗朗西斯科修道院的僧侣，其母为华金娜·卡布雷拉:3。曼努埃尔·埃斯特拉达·卡夫雷拉出生后即由母亲华金娜抚养，当时的华金娜靠在克萨尔特南戈推销糖果等食品谋生，期间曾因为被阿巴里西奥家（Aparicio）指控偷窃银餐具而被警察逮捕，但随即被释放，这件事也给年幼的卡夫雷拉带来了深刻的印象，他因此对阿巴里西奥家族恨之入骨。卡夫雷拉刚开始读书时写得一手好字，还当过木工学徒，但由于家境贫寒，他时常被其他同学嘲笑:4。后来，克萨尔特南戈的耶稣会士发现了卡夫雷拉的潜能，于是邀请他去教会开办的圣何塞学校学习，在教会学校就读期间，卡夫雷拉以聪明伶俐、长于书法而闻名校内:5。
1872年，卡夫雷拉进入国立学院就读高中，并于1874年毕业，在读期间，他成绩优异，他得到了总统胡斯托·鲁菲诺·巴里奥斯的褒奖，总统还亲自参加了他的毕业典礼:6-7，并任命他为自己的秘书。1877年，巴里奥斯在克萨尔特南戈创建了法律学院（今危地马拉圣卡洛斯大学）:12，卡夫雷拉随即前往就读，期间，他曾在法院任职，还当过教师与木工:7，并最终于1888年获得法学学位。在其毕业论文中，卡夫雷拉提出了修改危地马拉《刑法典》中捍卫父亲或丈夫对有罪妇女实施惩罚的权力的条款的可能性。在大学期间，卡夫雷拉还恋上了德西德里娅·奥坎波（Desideria Ocampo），起先，奥坎波的父亲反对这段关系，但在卡夫雷拉的努力下，两人最终于1884年结婚，并生下两个儿子：迭戈和弗朗西斯科:14。但婚后不久，卡夫雷拉开始寻找其他女性，甚至殴打奥坎波，而卡夫雷拉的母亲华金娜则将德西德里亚·奥坎波与两个孙子分开:19。
毕业后，卡夫雷拉成为律师:9，相继在雷塔卢莱乌、克萨尔特南戈的法院，以及国家上诉法院第四庭担任法官。1892年，何塞·玛丽亚·雷纳·巴里奥斯将军就任危地马拉总统时，因普洛斯佩罗·莫拉莱斯的推荐，卡夫雷拉被任命为内政和司法部长，在任期间，他负责维持首都瓜地馬拉市及各省的公共秩序、司法、亦控制各市公所與警察局:22。1897年4月28日，巴里奥斯任命卡夫雷拉为自己的继承人，而卡夫雷拉也协助立法议会延长了前者的任期，但此举却引发了普洛斯佩罗·莫拉莱斯的不满，他随即在克萨尔特南戈起兵反抗中央政府，但是这场军事行动随即被镇压，不少参与者遭到逮捕并被处以死刑，而参与叛乱、又与卡夫雷拉家有龃龉的胡安·阿巴里西奥则遭到处决:23-24。巴里奥斯得知此事后便将卡夫雷拉免职并派往哥斯达黎加，但卡夫雷拉仍然是总统的第一顺位继承人:50。在哥斯达黎加，卡夫雷拉结识了作家马克西莫·索托·霍尔，他们建立了密切的友谊，而霍尔日后也成为了支持卡夫雷拉统治的理论家。

## 就任总统
1898年2月8日，何塞·玛丽亚·雷纳·巴里奥斯被英国公民埃德加·佐林格刺杀，当时，巴里奥斯的政权大兴土木，试图修筑铁路并举办中美洲博览会，他还建造了许多宫殿、纪念碑以及公共建筑，这些工程都是在国际咖啡价格高涨时规划的，但随着国际咖啡价格的大幅下跌，国内财政也陷入危机。卡夫雷拉随即获内阁任命为代理总统:28。就任伊始，他赦免了所有参与克萨尔特南戈起义以及巴里奥斯延长任期后参加其他叛乱的人，并承诺归还他们被没收的财产，他还决定在科万设立上诉法院第六法庭，方便审理该国北部的各种诉讼案件。卡夫雷拉还计划重新开放巴里奥斯在任期间因财政危机关闭的学校。由于卡夫雷拉在首都政坛几乎无人知晓，所以没有人能预见到其政府的施政特点，也无法预见他采取这些政策的真实意图。
1898年2月，瓜地馬拉举行总统大选，埃斯特拉达·卡布雷拉挟政治优势击败了其他有力的候选人，期间，自由派半官方报纸《自由思想报》（La Idea Liberal）也大力帮助卡夫雷拉做了宣传，尽管卡夫雷拉也允许支持何塞·莱昂·卡斯蒂略的几家报章继续发行，但卡斯蒂略的支持者却受到了官方骚扰:26-44。而透过政治宣传帮助卡夫雷拉赢得大选的作家恩里克·戈麦斯·卡里略则被任命为驻巴黎总领事，随即前往法国履职。而另一候选人普洛斯佩罗·莫拉莱斯在卡夫雷拉胜选后于当年7月22日从墨西哥起兵反抗当局，卡夫雷拉随即派遣前总统曼努埃尔·利桑德罗·巴里利亚斯·贝西安前往圣马科斯镇压，并请求英军军舰轰炸莫拉莱斯部队所在的奥科斯，随即平定了这次叛乱，而莫拉莱斯则在不久后逝世。何塞·莱昂·卡斯蒂略败选后，前往墨西哥塔帕丘拉拜访了从厄瓜多叛逃的两名冒险家鲍文与特里维尼奥，但被卡夫雷拉派出的秘密警察发现，其中鲍文被擒获并遭枪决，1899年12月2日，卡斯蒂略率领支持者占领了胡蒂亚帕，试图以军事手段推翻卡夫雷拉，但也遭到镇压，卡斯蒂略被迫流亡到萨尔瓦多。卡夫雷拉也藉此巩固了自己在国内政坛的地位。
19世纪末，全球咖啡需求激增，危地马拉政府向种植园主做出了几项让步。它通过立法剥夺土著居民的公共土地所有权，允许咖啡种植者购地。卡夫雷拉向联合果品公司等外国企业作出了让步。1899年，美国两家大型公司合并的新实体成立，在中美洲持有大量土地，同时危地马拉政府控制着铁路、航运和通讯系统。到1900年，公司成为全球最大的香蕉出口商，并一举垄断了危地马拉的香蕉贸易。历史学家威廉·布魯姆认为联合果品公司在危地马拉中的角色俨如“深层政府”。美国政府和卡夫雷拉治下的危地马拉政府来往密切，频繁控制财政政策，确保美国公司获得多项专有权利。允許瓜地馬拉鄉村地區進行有限的工會化，但也同時對聯合果品公司作出更多讓步。
卡夫雷拉在位期间，政府强行夺取了原来属于玛雅人的土地，并且对美国、德国等国下调了购买土地的成本，利用行政手段对于土地产权的干预，使得危地马拉的土地大规模的集中，此后，大量农民失去土地，沦为“计日工”，在宪兵和警察的监视下，被迫在其他大地主的土地上打工。
他试图鼓励建造国家公路、铁路和海港，以扩大出口经济。在他担任总统之前，危地马拉政府就企图修建一条从首都危地马拉城直达巴里奥斯港的铁路，但是危地马拉政府根本无力筹措这样一笔资金。卡夫雷拉遂在不咨询立法机关和司法机关的条件下，同联合果品公司达成了协议，批准联合果品公司修建此铁路，但是其管理和运营权和沿线的土地都被收归其手。
1904年，他击败曼努埃尔·利桑德罗·巴里利亚斯·贝西安连任总统，但是对方指责他选举舞弊，为了消除他的影响，卡夫雷拉便于1907年派刺客到墨西哥刺杀了贝西昂。
卡夫雷拉在位期间在许多城市建造了密涅瓦女神庙，并设立密涅瓦女神节；此外，其母亲华金娜·卡夫雷拉的生日也是危地马拉当时的节日。
在1917年和1918年，危地马拉先后遭遇多次地震，卡夫雷拉的支持率大大下降，1920年4月，危地马拉爆发了反对他的游行示威，他被迫辞职，不久后因为贪污受贿入狱，直到1924年逝世。

## 评价及影响
卡夫雷拉在危地马拉长期实施独裁统治，引发民众不满，最终被推翻下台，20世纪的一些作家将其视为暴君，并透过文学作品加以批判，他也是危地马拉作家米格尔·阿斯图里亚斯创作的长篇小说《总统先生》中总统这一角色的原型。而拉斐尔·阿雷瓦洛·马丁内斯也透过《這就是伯里克利》、《热带的猛兽》等作品抨击了卡夫雷拉的暴政。